# رودخانه (ترانه امینم)
«رودخانه» (به انگلیسی: River) نام آهنگی از رپر اهل آمریکا، امینم است که در آن با خواننده و ترانه‌سرای انگلیسی، اد شیرن همکاری کرده‌است. این آهنگ، پنجمین قطعه از نهمین آلبوم استودیویی امینم با نام احیا (۲۰۱۷) می‌باشد. مدرز، شیرن و امیل هاین ترانه‌سراهای این آهنگ اند و هاین تهیه‌کنندگی اثر را بر عهده دارد. رودخانه در تاریخ ۵ ژانویه ۲۰۱۸، به عنوان دومین تک‌آهنگ آلبوم از رادیو پخش شد. این آهنگ در ۱۴ دسامبر ۲۰۱۷ در صفحه یوتیوب امینم بارگذاری گردید و تا ۲۵ فوریه ۲۰۱۸ بیش از ۱۰۰ میلیون بازدید و ۱ میلیون لایک داشت. نماهنگ رودخانه نیز به کارگردانی امیل ناوا در تاریخ ۱۴ فوریه ۲۰۱۸، در یوتیوب به اشتراک گذاشته شد و تنها در ۲۴ ساعت اول، بیش از پنج میلیون بازدید داشت. عملکرد تجاری این آهنگ نیز قابل توجه بود، به گونه‌ای که با منتشر شدن آلبوم، رودخانه به صدر تک آهنگ‌های برتر بریتانیا رسید. به این ترتیب، این نهمین آهنگ از امینم است که به صدر این جدول رسید. همچنین در کشورهای سوئد، نروژ، اسکاتلند و اتریش در رتبه اول و در چارت‌های کانادا، ایتالیا، والونیا، دانمارک، فنلاند، استرالیا، سوئیس، نیوزلند، پرتغال جزو ده ترانه اول قرار گرفت.